# Vespadelus
A Vespadelus az emlősök (Mammalia) osztályának a denevérek (Chiroptera) rendjéhez, ezen belül a kis denevérek (Microchiroptera) alrendjéhez és a simaorrú denevérek (Vespertilionidae) családjához tartozó nem.

## Rendszerezés
A nembe az alábbi 9 faj tartozik:
- Vespadelus baverstocki - korábban Eptesicus baverstocki
- Vespadelus caurinus
- Vespadelus darlingtoni - korábban Eptesicus sagittula, Eptesicus darlingtoni
- Vespadelus douglasorum - korábban Eptesicus douglasorum
- Vespadelus finlaysoni
- Vespadelus pumilus típusfaj - korábban Eptesicus pumilus
- Vespadelus regulus - korábban Eptesicus regulus
- Vespadelus troughtoni
- Vespadelus vulturnus - korábban Eptesicus vulturnus